# I Can’t Begin to Tell You
I Can’t Begin to Tell You ist ein Song von James V. Monaco (Musik) und Mack Gordon (Text), der 1945 veröffentlicht wurde.
Monaco und Gordon schrieben I Can’t Begin to Tell You für den Film The Dolly Sisters (Regie: Irving Cummings), mit Betty Grable und June Haver in den Hauptrollen. In dem Film wird der Song von John Payne vorgestellt. I Can’t Begin to Tell You erhielt 1947 eine Oscar-Nominierung in der Kategorie Bester Song.
Im Songtext des Liebeslieds bekennt ein Liebhaber seiner Angebeteten, „ich kann dir nicht sagen, wie viel du mir bedeutest“; seine Welt würde untergehen, wenn die Beziehung am Ende wäre.
Zu den populärsten Coverversionen zählte Ende 1945 in den Vereinigten Staaten die von Bing Crosby; seine Plattenaufnahme mit dem Carmen Cavallaro Orchestra (Decca Records 23457) wurde in den USA ein Nummer-eins-Hit in den Billboard Best Seller Charts, wo sie insgesamt 17 Wochen stand. Auch Andy Russell (Capitol 221; #8 Billboard Best Seller Chart), das Harry James Orchestra (mit dem Gesang von Betty Grable; Columbia 36867; #9) waren erfolgreich. Auch Perry Como, Helen Forrest, Jo Stafford, Dinah Shore und Frankie Avalon coverten das Lied. Der Countrysänger Willie Nelson veröffentlichte 2000 eine Version des Songs auf seinem Album Love Songs.